# Kruchaweczka ziarnista
Kruchaweczka ziarnista (Psathyrella pertinax (Fr.) Örstadius) – gatunek grzybów należący do rodziny kruchaweczkowatych (Psathyrellaceae).

## Systematyka i nazewnictwo
Pozycja w klasyfikacji według Index Fungorum: Psathyrella, Psathyrellaceae, Agaricales, Agaricomycetidae, Agaricomycetes, Agaricomycotina, Basidiomycota, Fungi.
Po raz pierwszy opisał go w 1852 r. Elias Fries, nadając mu nazwę Agaricus pertinax. Obecną, uznaną przez Index Fungorum nazwę nadał Leif Örstadius w 2007 r.
Synonimy:
- Agaricus chondrodermus Berk. & Broome 1876
- Agaricus pertinax Fr. 1852
- Drosophila chondroderma (Berk. & Broome) Kühner & Romagn. 1953
- Hypholoma chondroderma (Berk. & Broome) J.E. Lange 1938
- Hypholoma pertinax (Fr.) Ricken 1915
- Psathyrella chondroderma (Berk. & Broome) A.H. Sm. 1941
- Psilocybe chondroderma (Berk. & Broome) Sacc. 1887
- Psilocybe pertinax (Fr.) Sacc. 1887

Polską nazwę zaproponował Władysław Wojewoda w 2003 r. dla synonimu Psathyrella chondroderma.

## Występowanie
Znane jest występowanie Psathyrella pertinax w wielu krajach Europy. Władysław Wojewoda w swoim zestawieniu grzybów wielkoowocnikowych Polski w 2003 r. podaje 2 jego stanowiska (rezerwat przyrody Jodły Łaskie 1995 i Puszcza Niepołomicka 1999). Zaznacza, że rozprzestrzenienie tego gatunku i stopień jego zagrożenia w Polsce nie są znane.
Saprotrof. Występuje w lasach, na ziemi wśród opadłych liści.